# ادولدو (بازیکن فوتبال، زاده ۱۹۷۴)
ادولدو (انگلیسی: Edvaldo؛ زادهٔ ۱۵ مهٔ ۱۹۷۴) بازیکن فوتبال اهل برزیل است.
از باشگاه‌هایی که در آن بازی کرده‌است می‌توان به باشگاه فوتبال پورت اف‌سی و باشگاه فوتبال چیانگرای یونایتد اشاره کرد.